# Somewhere I Belong
"Somewhere I Belong" é um single da banda norte-americana Linkin Park, lançado em 2003. É o primeiro single do álbum Meteora. Ela foi premiada na categoria Best Rock Video de 2003 nos MTV Video Music Awards.

## Desempenho Comercial
A Warner Bros. Records lançou oficialmente "Somewhere I Belong" para formatos de rádio de rock americanos em 24 de fevereiro de 2003. A música estreou na posição 47 na Billboard Hot 100 dos EUA, atingiu o pico na posição 32 durante sua 15ª semana na parada e permaneceu na lista até sua 20ª semana. Também liderou as paradas Billboard Mainstream Rock Tracks e Modern Rock Tracks. No Canadá, a música alcançou o top cinco na Canadian Singles Chart, chegando ao número 3.
"Somewhere I Belong" foi lançado na Austrália e no Reino Unido em 17 de março de 2003. Na Nova Zelândia, a música estreou no número 33 em 6 de abril de 2003 e saltou para o número um na semana seguinte, tornando-se o single de maior sucesso do Linkin Park lá. Entrou no top 10 na República Tcheca, Hungria, Irlanda, Reino Unido, e foi um sucesso no top 20 na Austrália, Áustria, Alemanha, Itália, Holanda e Suécia. Além disso, alcançou o top 40 na França e na Bélgica (Flandres e Valônia). 

## Videoclipe da Música
O vídeo foi dirigido pelo DJ da banda, Joseph Hahn. Ele apresenta a banda tocando a música em frente a uma fogueira, com cenas ocasionais de Chester Bennington e Mike Shinoda em frente a uma cachoeira com o que parecem ser monges ao redor deles. Foi premiado como Melhor Vídeo de Rock no MTV Video Music Awards de 2003, e foi o primeiro videoclipe transmitido pela Fuse TV. James Montgomery, da MTV, nomeou o vídeo como o quinto melhor do Linkin Park, dizendo que, embora o vídeo seja "enorme", ele disse que "são os toques mínimos que o tornam um dos melhores de todos os tempos", e chamou o resultado de uma "peça emocionante e poderosa".

## Faixas
1. "Somewhere I Belong" (versão single) - 3:35
2. "Step Up" (ao vivo em um tour no ano de 2002) - 4:15
3. "My December" (ao vivo em um tour no ano de 2002) - 4:26

## Posição nas paradas
| País/Parada (2003)                             | Melhor posição |
| ---------------------------------------------- | -------------- |
| Austrália (ARIA)                               | 13             |
| Áustria (Ö3 Austria Top 75)                    | 16             |
| Bélgica (Ultratop 50 de Flandres)              | 33             |
| Bélgica (Ultratop 50 da Valônia)               | 23             |
| Canadá (Nielsen SoundScan)                     | 3              |
| Croácia (HRT)                                  | 4              |
| República Tcheca (IFPI)                        | 7              |
| Europa (Eurochart Hot 100)                     | 10             |
| Finlândia (Suomen virallinen lista)            | 14             |
| França (SNEP)                                  | 32             |
| Alemanha (Offizielle Deutsche Charts)          | 12             |
| Hungria (Single Top 40)                        | 3              |
| Irlanda (IRMA)                                 | 4              |
| Itália (FIMI)                                  | 13             |
| Países Baixos (Dutch Top 40)                   | 16             |
| Países Baixos (Single Top 100)                 | 14             |
| Nova Zelândia (Recorded Music NZ)              | 1              |
| Noruega (VG-lista)                             | 12             |
| Romênia (Romanian Top 100)                     | 45             |
| Escócia (Scottish Singles Chart)               | 6              |
| Espanha (PROMUSICAE)                           | 17             |
| Suécia (Sverigetopplistan)                     | 19             |
| Suíça (Schweizer Hitparade)                    | 15             |
| Reino Unido (UK Singles Chart)                 | 10             |
| Reino Unido (OCC UK Rock and Metal)            | 1              |
| Estados Unidos (Billboard Hot 100)             | 32             |
| Estados Unidos (Billboard Alternative Airplay) | 1              |
| Estados Unidos (Billboard Mainstream Rock)     | 1              |
| País/Parada (2017)                             | Melhor posição |
| República Checa (Singles Digitál Top 100)      | 58             |
| Eslováquia (Singles Digitál Top 100)           | 90             |